# Lars Fredrik Gravander
Lars Fredrik Gravander (* 3. Februar 1778 in Sund bei Nora. Örebro län; † 7. März 1815) war ein schwedischer Arzt und Dichter.

## Leben
Nach dem Erwerb seiner grundlegenden Schulbildung studierte Lars Fredrik Gravander seit 1797 Medizin an der Universität Uppsala. Er erwarb nach Abschluss seiner Studien 1804 die medizinische Doktorwürde und praktizierte daraufhin als Arzt im Bezirk von Falun in Mittelschweden. Da die Regierung sich zu derselben Zeit bemühte, die Kuhpocken-Impfung im ganzen Reich einzuführen, fand sie bei Gravander einen tätigen Unterstützer ihres Plans. Durch ihn selbst oder unter seiner Leitung sollen bis 1810 etwa 5000 Kinder geimpft worden sein. Dabei suchte er durch mehrere fasslich geschriebene Handbücher und Abhandlungen, besonders die gelungene Darstellung der Vorteile der Kuhpockenimpfung (Underrättelser rörande Fördelar of Ympning med Skyddskoppor, Falun 1804) und seine Journalrezepte zur Kuhpockenimpfung (Formulär till Vaccinationens Journaler, Falun 1805) das neue Verfahren zu popularisieren und zu rechtfertigen. Auch widmete er seine Aufmerksamkeit der Auffindung wirksamer Mittel gegen die Ausbreitung ansteckender Krankheiten. Großen Anklang fand die Publikation seiner Forschungen und Erfahrungen in seinem Schutzbuch gegen Seuchen (Förvaringsmedlen emot hetsiga smittosama Sjukdommar, Falun 1807; 2. Auflage ebd. 1809).
Die Regierung verlieh Gravander für seine ärztliche Tätigkeit eine Verdienstmedaille verbunden mit einem Geschenk von 600 Talern. Bald darauf nahm der Ausbruch einer ansteckenden Krankheit in seinem Distrikt wieder seine Aufmerksamkeit in Anspruch. Er wurde aber selbst von dieser Krankheit ergriffen und starb am 7. März 1815 im Alter von 37 Jahren.
Gravander versuchte sich auch als Dichter. Seine Vier Weltalter, seine Apotheose des Julius Cäsar und seine Glückseligkeit des Landlebens, Parodien von Werken der römischen Dichter Ovid, Vergil und Horaz, sowie eigene Werke wie Herkules und Fortuna (1812) und Die Quelle der Weisheit (1813) wurden von der schwedischen Akademie der Wissenschaften preisgekrönt. Seine sämtlichen Gedichte, die zuerst in den Schriften der schwedischen Akademie erschienen, wurden in einer Sammlung unter dem Titel Skaldestycken (Falun 1831) vereinigt.